# If a Tree Falls: A Story of the Earth Liberation Front
Pour plus de détails, voir Fiche technique et Distribution.
If a Tree Falls: A Story of the Earth Liberation Front est un film documentaire américano-britannique produit et réalisé par Marshall Curry (en) et Sam Cullman (en) et sorti le 22 juin 2011.

## Synopsis
L'histoire de Daniel McGowan, un membre du groupe éco-terroriste Earth Liberation Front...  

## Fiche technique
- Titre original : If a Tree Falls: A Story of the Earth Liberation Front
- Titre français :
- Titre québécois :

- Réalisation : Marshall Curry (en) et Sam Cullman (en)
- Scénario : Matthew Hamachek
- Direction artistique :
- Décors :
- Costumes :
- Photographie : Sam Cullman (en)
- Son :
- Montage : Matthew Hamachek
- Musique :  James Baxter

- Production : Marshall Curry (en) et Sam Cullman (en)
- Société(s) de production : BBC, CPB, Independent Television Service (en), Marshall Curry Productions et P.O.V./American Documentary
- Société(s) de distribution :  : Oscilloscope Pictures
- Budget :
- Pays d’origine :  États-Unis/ Royaume-Uni
- Langue : Anglais

- Format : Couleurs
- Genre cinématographique : Film documentaire
- Durée : 85 minutes
- Date de sortie :
- États-Unis : 21 janvier 2011 (Festival du film de Sundance)
- États-Unis : 22 juin 2011

## Distribution
Dans leurs propres rôles :
- Daniel McGowan

## Distinctions
- 2011 : Prix du meilleur montage (section Documentaire) pour Matthew Hamachek au festival du film de Sundance ;
- 2011 : Grand prix du jury au festival du film de Santa Cruz ;
- 2011 : Meilleur documentaire au festival du film de Nashville ;
- 2011 : Grand prix du jury au festival du film de Miami ;
- 2011 : Grand prix du jury au festival international du film de Dallas.

### Nominations
- 2 nominations

## Réception critique
If a Tree Falls reçoit en majorité des critiques positives. L'agrégateur Rotten Tomatoes rapporte que 87 % des 31 critiques ont donné un avis positif sur le film, avec une moyenne de 7/10 . L'agrégateur Metacritic donne une note de 65 sur 100 indiquant des « critiques à la fois positives et mitigées » .